# ملی‌گرایی رمانتیک
ناسیونالیسم رمانتیک یا ملی‌گرایی رمانتیک (یا ناسیونال رمانتیسیسم، ملی‌گرایی هویت) شکلی از ناسیونالیسم است که در آن حکومت مشروعیت سیاسی خود را همچون نتیجه ارگانیک یگانگی آنهاییست که او برشان حکومت می‌کنند. در این روایت، ملت‌ها در فرهنگی مشترک و با روح و اراده‌ای یکتا به وجود می‌آیند که در زبان، اسطوره، قوانین، آئین‌ها و آداب و رسوم و تاریخ متجلی می‌شود.
در نیمه دوم قرن هیجدهم، با رشد فردگرایی و آزادیخواهی، به گذشته و تاریخ بیشتر توجه شد و ناسیونالیسم قوی تر شد و به عامل مهمی در اندیشه اجتماعی و صحنه سیاسی تبدیل شد. ظهور ناسیونالیسم مدرن بر احساسات مبتنی بود و ناسیونالیسم رمانتیک یا هویت بخش نام گرفت. ناسیونالیسم رمانتیک به دلیل مبتنی بر احساسات بودن در داخل کشور منجر به دیکتاتوری و سلطه جویی می‌شود و در خارج از کشور حالت امپریالیستی دارد. این نوع از ناسیونالیسم، مبتنی بر ملی‌گرایی آگوییستی است، و حالت تعارض نگر دارد و ملت‌ها را به چالش می‌کشاند. و همواره خودش را در مقابل دیگران تعریف می‌کند. مبنای روشی ناسیونالیسم رمانتیک مقیاسی است که از وجود ارگانیک گرفته می‌شود. نتیجتاً این نوع ناسیونالیسم به دولت‌های مطلقه یا توتالیتر منجر می‌شود. فاشیسم، بعثیسم، نازیسم، گرایش‌های ناسیونالیسم رمانتیک است که هر کدام به نوعی خصلت‌های مستبدانه و دیکتاتوری داشتند.
این روایت مانند اندیشه محافظه‌کاری سنت‌گرا، ملت را ارگانیسم معنوی یکپارچه‌ای می‌داند که نه افراد بلکه تاریخ به آن شکل داده بود. ناسیونالیسم رمانتیک به ایده خودمختاری و دمکراسی توده‌ای علاقه داشت زین رو می‌توان گفت رمانتیسم دو سوی محافظه‌کار سنت‌گرا و لیبرال داشت. هم می‌توانست حامی شدید گرایش دمکراتیک و تجددطلب باشد و هم از حصار سنتی در برابر تغییرات محافظت کند.